# Ali Sofuoğlu
Ali Sofuoğlu (* 3. Juni 1995 in Istanbul) ist ein türkischer Karateka. Er tritt in der Kampfkunstform des Kata an.

## Karriere
Ali Sofuoğlu wurde bereits bei den Kadetten 2010 und 2011 Europameister. Bei den Junioren wurde er von 2011 bis 2013 dreimal in Folge Vizeweltmeister. Bei der U21 gelang ihm schließlich 2015 der Gewinn der Weltmeisterschaft und er wurde außerdem 2014 und 2016 zwei weitere Male Europameister. Im Erwachsenenbereich gehörte er bereits 2012 zur türkischen Mannschaft, die bei den Europameisterschaften in Adeje die Bronzemedaille gewann. Die nächste Podiumsplatzierung gelang ihm bei den Europameisterschaften 2017 in İzmit mit Rang zwei im Einzel hinter Damián Quintero. Diesen Erfolg wiederholte er sowohl 2018 in Novi Sad als auch 2019 in Guadalajara, beide Male erneut hinter Damián Quintero. Darüber hinaus belegte er mit der Mannschaft 2018 den zweiten und 2019 den dritten Platz. 2018 wurde Sofuoğlu außerdem bei den Weltmeisterschaften in Madrid Dritter. Ein Jahr darauf beendete er die Europaspiele in Minsk einmal mehr hinter Damián Quintero auf dem zweiten Platz.
Bei Weltmeisterschaften 2021 in Dubai sicherte sich Sofuoğlu im Einzel und mit der Mannschaft den dritten Platz, während er in Poreč in diesen beiden Disziplinen Europameister wurde. 2022 schaffte er in Gaziantep die erfolgreiche Titelverteidigung im Einzel- und im Mannschaftswettbewerb. Für die ebenfalls 2021 ausgetragenen Olympischen Spiele 2020 in Tokio qualifizierte sich Sofuoğlu über die Olympische Rangliste. Die Gruppenphase beendete er mit 27,32 Punkten auf dem zweiten Platz hinter Ryō Kiyuna und zog damit ins Duell um die Bronzemedaille gegen Park Hee-jun ein. Mit 27,26 Punkten übertraf er Parks Wertung von 26,14 Punkten und sicherte sich den Medaillengewinn. Hinter Olympiasieger Ryō Kiyuna und dem zweitplatzierten Damián Quintero gewann neben Sofuoğlu auch Ariel Torres eine Bronzemedaille.